# Debreceni kistérség
A Debreceni kistérség kistérség Hajdú-Bihar megyében, központja: Debrecen.

## Települései
| Debrecen | Mikepércs |  |

## Története
A korábban a Derecske–Létavértesi kistérséghez tartozó Mikepércs 2007-ben csatlakozott a Debreceni kistérséghez

## Lakónépesség alakulása
| Település | Lélekszám (2009) |
| --------- | ---------------- |
| Debrecen  | 206 225          |
| Mikepércs | 4 177            |
| Összesen  | 210 402          |